# Spyro 2: Gateway to Glimmer
Spyro 2: Gateway to Glimmer (Spyro 2: Ripto's Rage! in de Verenigde Staten) is een platformspel ontwikkeld door Insomniac Games voor de PlayStation. Het spel werd uitgebracht op 2 november 1999 door Sony Interactive Entertainment, en is het tweede spel uit de Spyro-serie.

## Gameplay
Spelers besturen Spyro the Dragon terwijl hij vecht tegen verschillende vijanden en obstakels met behulp van vuurspuwen, dash-aanvallen en vliegen. Zijn gezondheid wordt aangegeven door de kleur van zijn libellepartner Sparx, die zijn gezondheid kan aanvullen door vlinders te eten. Gebottelde vlinders zullen de gezondheid van Sparx volledig herstellen en Spyro een extra leven geven. De game is opgesplitst in drie belangrijke hub-werelden met portalen naar verschillende rijken. Om door de eerste twee hub-werelden te komen, moet de speler een talisman uit elk rijk verwerven, die wordt toegekend voor het bereiken van het einde van het level, voordat hij tegenover de baas van elke wereld staat. Elk niveau bevat ook een bepaald aantal orbs, dat kan worden verdiend door secundaire taken voor bepaalde opdrachten te voltooien, zoals het aansteken van een reeks lampen of het beschermen van personages tegen aanvallen. Deze orbs zijn vereist voor het openen van sommige portalen tot bepaalde niveaus, en ook om in de derde hubwereld te komen.
Edelstenen die tijdens het spel worden verzameld, zijn verplicht om Moneybags-kosten te betalen om verder te komen in het spel. Naast het openen van portalen of het verlenen van toegang tot bepaalde gebieden, leert Moneybags Spyro in de loop van het spel ook drie gloednieuwe vaardigheden. Door te zwemmen kan Spyro onder water duiken om ondergedompelde schatten en verborgen tunnels te bereiken, klimmen laat Spyro bepaalde oppervlakken beklimmen, en met de headbash kan Spyro een bovengrondse verpletterende aanval uitvoeren die rotsen en bepaalde kooien kan breken. Bovendien heeft elk level een power-up poort, geactiveerd na het verslaan van een bepaald aantal vijanden in een level, wat Spyro een tijdelijke superkracht geeft. De power-up kan onkwetsbaarheid verlenen of de mogelijkheid bieden om te vliegen, superladen, supervlammen, ijs ademen of een supersprong gebruiken om hoge gebieden te bereiken.

## Verhaal
Spyro the Dragon en zijn libelpartner Sparx hebben genoeg van de voortdurende regen in ''Artisans'' en, zich afvragend wanneer de zon opkomt, besluiten ze op vakantie te gaan naar Dragon Shores. Bij het doorlopen van het portaal belandt Spyro echter in het fantasierijk van Avalar, waar hij is opgeroepen door Elora the Faun, Hunter the Cheetah en de Professor. Ze leggen uit dat ze tijdens het experimenteren met een groot portaal per ongeluk een boze tovenaar met ijzeren vuisten, bekend als Ripto, hebben opgeroepen, samen met zijn handlangers Crush en Gulp. Blij om zichzelf in een wereld te bevinden zonder draken die hij als ongedierte beschouwt, besloot Ripto Avalar te veroveren, wat Elora en de anderen ertoe aanzette een draak op te roepen om tegen hem te vechten. Momenteel gestrand in Avalar als gevolg van Ripto die het portaal vernietigt waar hij doorheen kwam, stemt Spyro ermee in om tegen hem te helpen vechten door talismannen uit de verschillende rijken van Avalar te verzamelen om Crush en Gulp te confronteren en te verslaan. Ripto slaagt er vervolgens in om een krachtkristal te stelen, dat werd gebruikt om het grote portaalapparaat van stroom te voorzien, dat hij gebruikt om een nieuwe scepter voor zichzelf te maken (Gulp had per ongeluk de originele scepter in de intro opgegeten), maar Spyro slaagt erin hem te verslaan ook. Nu de vrede is teruggekeerd naar Avalar, repareren Elora en de anderen het portaalapparaat, waardoor Spyro zijn langverwachte vakantie naar Dragon Shores kan nemen.
De epiloog van de game, die wordt ontgrendeld door de lijst met vaardigheidspunten in de gids in te vullen, onthult wat er is gebeurd met verschillende vrienden en vijanden die Spyro tegenkwam in Avalar, zoals Spyro en Elora die hun kans om te kussen misten, en een lijst met nepvijanden die het spel niet hebben gehaald. Uiteindelijk keert Spyro terug naar het Drakenrijk, met Hunter die hem vergezelt en het toneel vormt voor de volgende game.

## Ontvangst
| Recensiescore       | Recensiescore |
| Recensieverzamelaar | Score         |
| ------------------- | ------------- |
| GameRankings        | 87%           |
| Metacritic          | 91/100        |
| Publicist           | Score         |
| GameSpot            | 8,6/10        |
| IGN                 | 8,8/10        |

Spyro 2: Ripto's Rage! ontving over het algemeen zeer positieve recensies. Zo gaf aggregatiewebsite Metacritic het spel een verzamelde score van 91%, en GameRankings een score van 87%.

## Remaster
In november 2018, ruim 20 jaar nadat het eerste spel uit de Spyro-serie werd uitgebracht, verscheen de Reignited trilogy van de Spyro-serie voor de PlayStation 4 en de Xbox One. De Reignited trilogy is een remaster van de eerste drie Spyro spellen en kreeg, in tegenstelling tot de originele spellen, ook een Nederlandstalige versie. Op 3 september 2019 werd een ook een versie uitgebracht voor de Nintendo Switch en Steam.